# Žitarice
Žitarice su jednogodišnje biljke iz porodice trava (Gramineae), čiji zrnasti plodovi (žita) služe za prehranu ljudi i životinja i kao sirovina u prehrambenoj industriji. Dakle to su vrsta trave koja se uzgaja iz jestivog zrna vrste voća koje se zove caryopsia,  a u sebi sadrži klice i mekinje. Žitarice u zrnu uzgajaju se u većim količinama i pružaju više energije od bilo koje druge vrste usjeva, one su dakle sortirani usjevi. Neke biljke se nazivaju žitaricama iako nisu trava. Žitarice imaju vrlo važnu ulogu u prehrani ljudi, a osobito kod djece. 
Riječ žitarica potječe od Ceresa, što je ime rimske božice žetve i poljoprivrede.
U prvom redu sistematike i podjele žitarica to su: pšenica (znanstveni naziv Triticum), raž (Secale), ječam (Hordeum), riža (Oriza), zob (Avena), proso (Panicum),  i kukuruz (Zea mays). Pored navedenih žitarica, u njih se ubrajaju i pseudožitarice sirak (Sorgum), heljda, tef, kvinoja, amarant.
Prema nekim botaničkim osobinama, žita se dijele na prava ili strna, koja imaju cvijet u obliku klasa i prosolika čiji je cvijet u obliku metlice. U prava ili strna žita ubrajaju se pšenica, raž, ječam i zob, a u prosolika riža i kukuruz.
Žita se dijele i prema načinu prerade. Žita koja se prerađuju mljevenjem imaju naziv mlinske sirovine, dok žita koja se prerađuju ljuštenjem imaju zajednički naziv ljuštine.
U Engleskoj se riječ "corn" (što znači kukuruz) koristi kada se misli na bilo koju vrstu žitarice, ali u Sjedinjenim Američkim Državama naziv "corn" koristi samo se kad se misli na kukuruz. 87% sela koristi i uzgaja pšenicu, kukuruz i rižu. Pšenica je najvažnija žitarica, a od žitarica se za prehranu ljudi najviše koristi riža, koja je osnovna hrana Azije, posebno u Kini i Japanu. Kukuruz je žitarica koja se najviše prerađuje.

## Povijest
Prve žitarice su počeli uzgajati primitivni ljudi od davnina. Prije 8 000 godina oni su živjeli u drevnim poljoprivrednim zajednicama u Aziji. Tri glavne vrste žitarica u poljoprivrednom razvoju su ječam i takozvana einkorn pšenica i emmer pšenica. Od prilike u isto vrijeme u Istočnoj Aziji počeli su se uzgajati proso i riža. Kineska šećerna trska i proso uzgajali su se i u sub-saharskoj zapadnoj Africi.  

## Prehrambene činjenice o žitaricama i njihova važna uloga u prehrani djece
Neke žitarice u sebi sadrže manjak esencijalnih aminokiselina. To je jedan od razloga zašto mnoge vegetarijanske kulture, kako bi na taj način dobili uravnoteženu prehranu, kombiniraju prehranu od žitarica s mahunarkama. Mnoge mahunarke s druge strane su manjkave esencijalnim aminokiselinama koje sadrže žitarice. Dakle kombinacija mahunarki i žitarica je dobar plan prehrane za vegetarijance. Uobičajeni primjeri takvih kombinacija su leća s rižom, tofu s rižom, kikiriki maslac s pšeničnim kruhom, i tako dalje.  
Plodovi žitarica su bogati ugljikohidratima, bjelančevinama, celulozom, mineralima i vitaminima. Kada se očiste uklanjanjem mekinja i klica preostanu uglavnom ugljikohodrati. U nekim zemljama u razvoju, zrna u obliku riže, pšenice, prosa, ili kukuruza čine većinu dnevnog izdržavanja. U razvijenim zemljama, potrošnja žitarica je umjerena i raznolika, ali još uvijek bitna.
Znanstveno je dokazano da konzumiranje cjelovitih žitarica bitno utječe na poboljšanje i očuvanje zdravlja čovjeka. Žitarice imaju osobito važnu ulogu u prehrani djece posebno prilikom uvođenja nove hrane. Žitne kašice su nužne u prehrani djeteta u doba kada su povećane njegove nutrijitivne i energetske potrebe, a kada se istovremeno u organizam djeteta ne mogu unijeti dovoljne količine hrane što se događa u fazi ubrzanog rasta i razvoja. Žitarice su najčešća skupina namirnica kojima se započinje dohrana djece. 

## Poljoprivreda
Dok svaka pojedina vrsta ima svoje posebnosti, uzgoj svih žitarica je sličan. Najčešća vrsta je ona koja se sadi jednom na godinu i daje jednu žetvu. Pšenica, raž, ječam su takozvane sezonske žitarice. To su jednogodišnje biljke koje dobro uspijevju u umjerenim vremenskim uvjetima a prestaju rasti u toplijim uvjetima (kada je temperatura oko 30 stupnjeva), ali ovo varira od vrste do vrste. U toplijim vremenima žitarice dobro uspijevaju. Ječam i raž su žitarice koje mogu uspjeti i u hladnim vremenskim uvjetima, one mogu prezimiti čak i u Sibiru. Mnoge se žitarice koje vole hladno vrijeme uzgajaju u tropima. Međutim neke se uzgajaju samo u hladnijim visoravnima, gdje je moguće uzgojiti više žitarica u jednoj godini, a da uspiju.  
Za nekoliko desetljeća javio se sve veći interes za višegodišnjim zrnatim biljkama. Ovaj interes se pojavio u prvom redu zbog prednosti u kontroli erozije, smanjene potrebe za gnojivom, te zbog potencijalno smanjenih troškova poljoprivrednika. 

## Sadnja žitarica
Žitarice koje bolje uspijevaju u toplijim sezonama uzgajaju se u tropskim nizinama tijekom cijele godine, dok se one koje uspijevaju u umjerenim klimatskim uvjetima uzgajaju tijekom hladnijih vremenskih uvjeta. Riža se obično uzgaja u poplavljenim područjima, iako se neke vrste uzgajaju na suhom. Ostale žitarice koje vole toplu klimu, poput kineske šećerne trske prilagođene su suhim uvjetima.
Sezonske žitarice koje se uzgajaju kada je hladno su dobro prilagođene umjerenoj klimi. Većina sorti pojedinih vrsta su ili zimske ili proljetne vrste. Zimske sorte se siju u jesen, one kliju i rastu vegetativno, a potom su u fazi mirovanja tijekom zime. One nastavljaju rasti u proljeće i zrele su u kasno proljeće ili rano ljeto. Ovaj sustav kultiviranja optimalno koristi vodu i oslobađa zemlju za drugi usjev i početak vegetacije. 
Zimske sorte žitarica ne cvjetaju u proljeće jer one zahtijevaju vernalizaciju odnosno izlaganje niskim temperaturama za genetski određeno vremensko razdoblje. Kod žitarica kojima je pretoplo za vernalizaciju ili kod onih koje vrlo teško uspijevaju, što se razlikuje od vrste do vrste, u tom slučaju poljoprivrednici sade proljetne sorte. Proljetne žitarice se sade u rano proljeće i sazrijevaju kasnije u ljetnim mjesecima, bez vernalizacije. Proljetne žitarice obično zahtijevaju više navodnjavanja i daju manje ploda od zimskih žitarica.  

## Razdoblje berbe
Nakon što su biljke žitarica uzgojile svoje sjeme, one su završile svoj životni ciklus. Biljke počinju venuti i postaju smeđe i suhe. Čim stara biljka pusti mlada zrna koja su dovoljno suha, žetva može početi. 
U razvijenim zemljama, žitarice se uglavnom beru strojno, obično pomoću strojeva za berbu, najčešće kombajnom koji gnječi, reže i razbacuje žito preko polja. U zemljama u razvoju, koriste se razne metode ovisno o cijeni rada, poput kombajna za ručne alate koji je sličan kosi. 
Ako se usjev bere tijekom vlažnog vremena, zrno se može osušiti kako bi se spriječilo kvarenje tijekom skladištenja. U tom slučaju, zrno se šalje na umjetno sušenje gdje se suši umjetnom toplinom. 
U Sjevernoj Americi, poljoprivrednici često dostavljaju svoja novo dobivena zrna liftom za žitarice, iz veliih skladišta koja objedinjuju usjeve mnogih poljoprivrednika. Poljoprivrednik može prodati žito u trenutku dostave ili održavanja vlasništva nad udjelom od žita u skladištu za kasnije prodaju. Skladišta moraju biti zaštićeni od raznih štetočina, glodavaca i ptica.